# Lithacodia senex
Lithacodia senex är en fjärilsart som beskrevs av Butler 1881. Lithacodia senex ingår i släktet Lithacodia och familjen nattflyn. Inga underarter finns listade i Catalogue of Life.